# Більченко Вадим Анатолійович
Вади́м Анато́лійович Бі́льченко (1973—2022) — майстер-сержант Збройних Сил України, учасник російсько-української війни.

## Життєпис
Народився 22 липня 1973 року в селі Високе Охтирського району.
Військову службу проходив у 91-му окремому Охтирському полку підтримки.
Загинув 26 лютого 2022 в районі міста Охтирка.
Похований на алеї слави в місті Охтирка.

## Нагороди та вшанування
- Орден «За мужність» III ступеня[1].
- Почесний громадянин міста-героя Охтирки.